# Lądowisko Połaniec
Lądowisko Połaniec – śmigłowcowe lądowisko w Brzozowej, w gminie Połaniec, w województwie świętokrzyskim. Leży ok. 20 km na południowy wschód od Staszowa. Lądowisko należy do miasta i Gminy Połaniec.
Lądowisko figuruje w ewidencji lądowisk Urzędu Lotnictwa Cywilnego od 2015 roku.